# Goutum
Goutum is een dorp in de gemeente Leeuwarden, in de Nederlandse provincie Friesland. Het dorp is sinds het begin van de 21ste eeuw geheel omringd door de stad Leeuwarden. Goutum grenst in het noorden aan het Van Harinxmakanaal, in het oosten aan de wijk Zuiderburen, in het zuiden aan de nieuwbouwwijk de Zuidlanden en in het westen aan de Overijsselselaan. 
Voor de bouw van de Haak om Leeuwarden en de Zuidlanden had Goutum een groot buitengebied, lopend van Drachtsterweg in het oosten tot het dorpsgebied van Jellum in het westen. De gemeente Leeuwarden besloot het merendeel van het buitengebied naar de stad Leeuwarden over te brengen.
In 2012 werd gestart met de wijk Goutum-Súd, ook wel Jabikswoude genoemd. In 2023 telde het dorp 3.360 inwoners.

## Geschiedenis

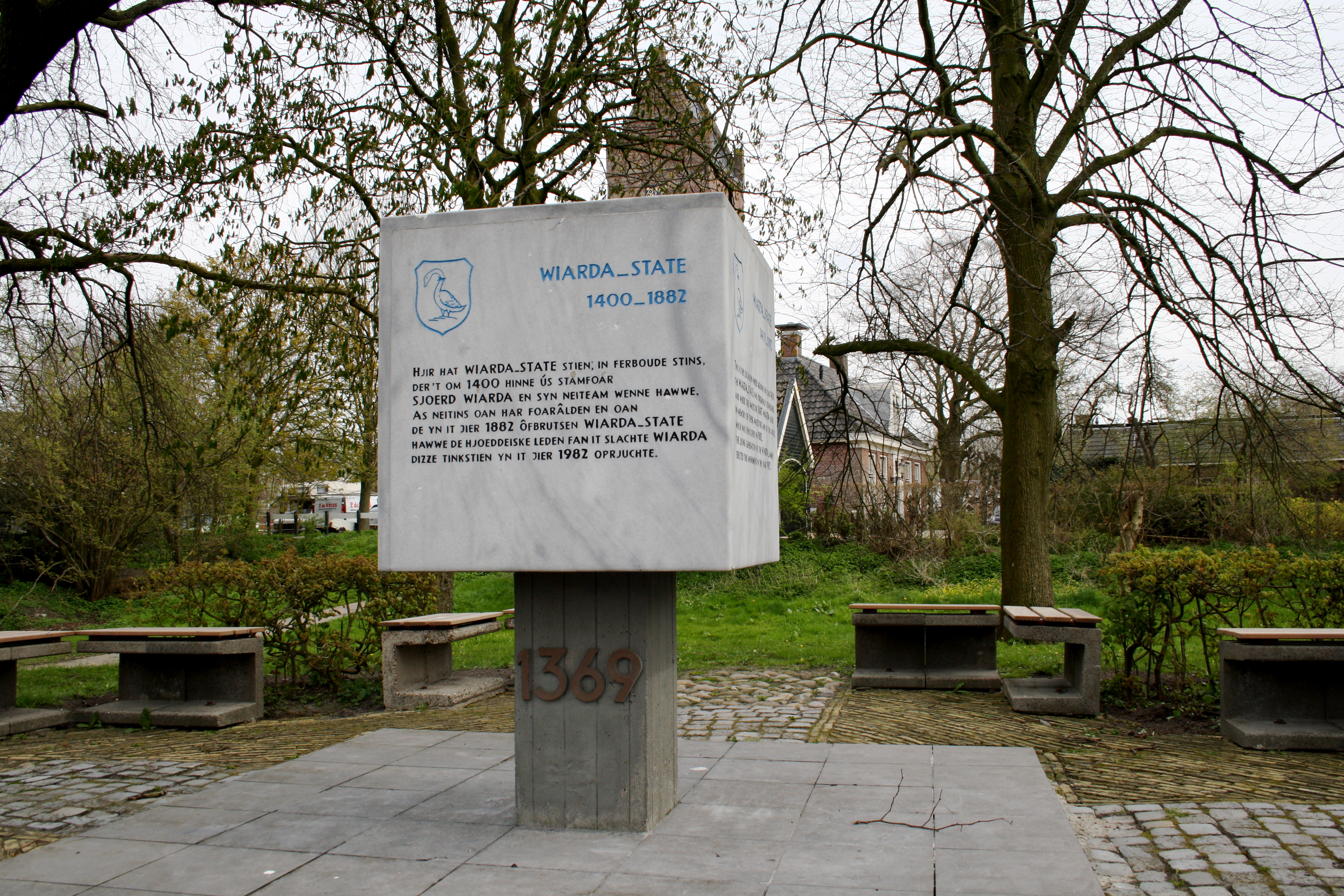
Gedenkteken voor de Wiarda State

Goutum is ontstaan in de vroege Middeleeuwen op een terp die was opgeworpen op een kwelderwal. De terp zelf is op het einde van 19e eeuw weer grotendeels afgegraven. Naast deze terp waren er meerdere huisterpen rondom Goutum, waaronder de terp van Techum. De Middelzee was in de 13e eeuw ter hoogte van Goutum al dichtgeslibd.
In 1366 werd de plaats vermeld als Goeltum, in 1431 als Goltum, in 1493 als dola goltum, in 1507 als Gowtum, in 1509 als Gouthum, in 1579 als Goutom en in 1664 als Goutum. De plaatsnaam duidt waarschijnlijk op een woonplaats (heem/um) van de persoon Golde.
Sinds de 14e eeuw stond op de westkant van de terp de Wiarda State. Deze is in 1882 afgebroken en alleen een marmeren gedenkteken met tekst herinnert ter plekke nog aan het monumentale slot, domicilie van resp. de adellijke families Wyarda, Van Eminga en Van Cammingha.
Het dorp was lang een boerendorp. In 1840 had het 252 inwoners die in 34 huizen woonden. Ook in het begin van de twintigste eeuw lag het aantal inwoners rond de 300. Het was dan onderdeel van de gemeente Leeuwarderadeel. In 1944 werd het onderdeel van de gemeente Leeuwarden. In de jaren 70 van twintigste eeuw werd het dorp flink uitgebreid. In het decennia daarna werden er plannen gemaakt om rond Wiarda een nieuwbouwwijk te bouwen, maar de Raad van State blokkeerde de plannen omdat het gebied als een groene buffer werd gezien.
In 1990 stelde de gemeente Goutum-Noord een nieuwbouwwijk bij het Van Harinxmakanaal voor, en deze kreeg wel het groene licht. Daarmee werd het dorp flink uitgebreid. In het begin van de 21ste eeuw werd aan de zuidkant van Goutum een nieuwe woonwijk gebouwd, Goutum Sud.

## Kerk

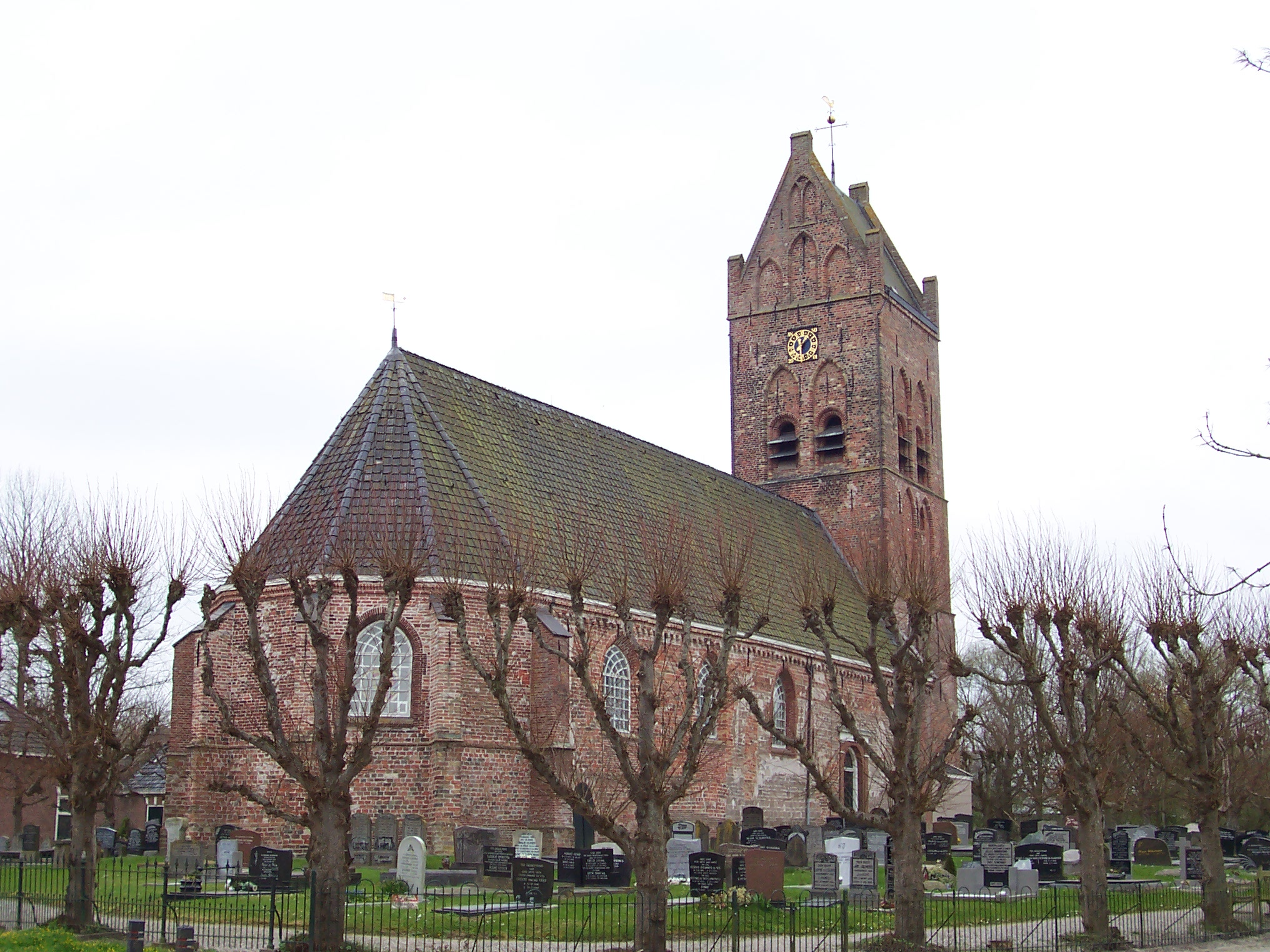
De Agneskerk

De Agneskerk was oorspronkelijk gewijd aan de heilige Agnes. Na diverse verbouwingen en o.a. uitbreiding met een zadeldaktoren is de huidige Agneskerk, omgeven door lindebomen en een smeedijzeren hek. Onder de toren bevindt zich een grafkelder. De kerk bevat een Van Damorgel uit 1864.
Rond de kerk bevinden zich een aantal monumentale panden: de pastorie met koetshuis, de kosterij met paardenstalling, een schoolmeesterhuis en een bakkerswoning.

## Molens
Ongeveer twee kilometer ten westen van het dorp staan aan de Zwette de Molen Hoogland en de Kramersmolen, twee spinnenkopmolens. Deze stonden in eerste instantie in Wirdum maar zijn verplaatst naar het Goutum.

## Sport
In Goutum zijn diverse sportverenigingen. Het gaat om de Kaatsclub Goutum, de korfbalclub Wêz Warber, de tennisvereniging TC Goutum en de gymnastiekvereniging GV Goutum.

## Cultuur
Het dorp heeft een dorpshuis, Ien en Mien geheten. Verder is er een mannenkoor GSBK. Daarnaast is er het jaarlijkse dorpsfeest genaamd Stoke City Live, wat verwijst naar de bijnaam van Goutum in de omringende dorpen.

## Onderwijs
Het Integraal Kindcentrum Wiarda in Goutum bestaat uit een basisschool en een kinderopvangcentrum.

## Jabikspaad
De oostelijke route van het Jabikspaad, de Friese Camino de Santiago, gaat door Goutum en de wijk Jabikswoude. Het Jabikspaad is 130 kilometer lang en loopt van Sint Jacobiparochie naar Hasselt.

## Bekende personen
- Sjoerd Wiarda (1399-1410), potestaat
- Jan Pieter Janzen (1945-2005), historicus en auteur
- Dirk Vellenga (1947-2007), journalist en auteur
- Saakje Huisman (1951-2001), auteur
- Doete Venema (1951), auteur
- Marjolein Ley (1975), actrice